# Michael Mailer
Michael Mailer (* 1964) ist ein US-amerikanischer Filmproduzent und Filmregisseur.

## Leben
Mailer schloss 1987 ein Studium in Harvard ab. Seit dieser Zeit ist er im Filmgeschäft tätig. Er hat seit Ende der 1980er Jahre mehr als 30 Filme produziert. Er ist der Gründer und Präsident von Michael Mailer Films.
2017 gab er mit dem Film Blind sein Regiedebüt.

## Familie
Michael Mailer ist der älteste von zwei Söhnen des Schriftstellers Norman Mailer und der Schauspielerin Beverly Bentley (1930–2018). Sein Bruder Stephen Mailer (* 1966) ist Drehbuchautor. Aus weiteren Beziehungen seines Vaters hat er sieben Halbgeschwister. Er heiratete 2004 die Sängerin Sasha Lazard, mit der er einen Sohn, Cyrus hat. Mailer und Lazard wurden 2011 geschieden.

## Filmografie (Auswahl)
- 1989: Hotline zum Himmel
- 2000: Letzte Ausfahrt Hollywood
- 2001: Harvard Man
- 2002: Imperium – Zwei Welten prallen aufeinander
- 2003: Lost Junction – Irgendwo im Nirgendwo
- 2005: Loverboy
- 2013: Verführt und Verlassen
- 2017: Blind
- 2021: Swing
- 2021: Heart of Champions